# Abu Ali Mustafa
Abu Ali Mustafa (arabisch ابو علي مصطفى, DMG Abū ʿAlī Muṣṭafā) ist die Kunya von Mustafa az-Zabri (* 1938 in Arraba bei Dschenin; † 27. August 2001 in Ramallah), war ein palästinensischer Politiker. Er war zuletzt Generalsekretär der Volksfront zur Befreiung Palästinas (PFLP).

## Leben
Seit 1955 politisch aktiv, kämpfte er in Jordanien als Mitglied der Bewegung Arabischer Nationalisten gegen den britischen Einfluss auf die jordanische Politik und Armee. Nach dem Verbot der politischen Parteien in Jordanien 1957 wurde Abu Ali Mustafa verhaftet und erst 1961 entlassen. Anschließend wirkte weiter in der Bewegung.
Nach dem Sechstagekrieg 1967 gründete er zusammen mit George Habasch die dem linken Flügel des Panarabismus zuzurechnende PFLP, die von der EU und den USA als Terrororganisation gelistet ist. Er führte die ersten Kommandounternehmen über den Jordan nach Palästina an, arbeitete im Westjordanland im Untergrund und wurde in der PFLP für dieses Gebiet verantwortlich.
1970 führte er die PFLP im Aufstand gegen den jordanischen König und seine Armee, was im „Schwarzen September“ (Jordanischer Bürgerkrieg) eskalierte. Danach ging er in den Libanon, um von dort weiterhin gegen Israel zu operieren.
1972 wurde Abu Ali Mustafa Stellvertreter von Habasch. 1987 bis 1991 war er zusätzlich Mitglied des Exekutivkomitees der PLO. 1999 durfte er nach Verhandlungen zwischen Jassir Arafat und dem israelischen Ministerpräsidenten Ehud Barak legal in das Westjordanland einreisen und sich dort niederlassen.
Im Juli 2000 wurde er als Nachfolger von Habasch Generalsekretär der PFLP. Am Morgen des 27. August 2001 wurde er in seinem Arbeitszimmer von der israelischen Armee mit zwei aus einem Hubschrauber abgefeuerten Raketen sogenannt „gezielt getötet“. Es war das erste Mal, dass Israel einen zivilen Vertreter einer palästinensischen Organisation im Westjordanland auf diese Weise tötete.
Die PFLP machte Ariel Scharon für das Attentat verantwortlich und tötete als Vergeltung den israelischen Tourismusminister Rehavam Ze'evi von der Moledet-Partei.
Abu Ali Mustafas Nachfolger als Generalsekretär der PFLP wurde Ahmad Saadat. Der militärische Arm der PFLP benannte sich nach ihm Abu-Ali-Mustafa-Brigaden.